# Olympische Sommerspiele 2000/Teilnehmer (Indonesien)
| Gelbes Symbol für Goldmedaillen mit stilisierten Olympischen Ringen | Graues Symbol für Silbermedaillen mit stilisierten Olympischen Ringen | Braundes Symbol für Bronzemedaillen mit stilisierten Olympischen Ringen |
| ------------------------------------------------------------------- | --------------------------------------------------------------------- | ----------------------------------------------------------------------- |
| 1                                                                   | 3                                                                     | 2                                                                       |

Indonesien nahm an den Olympischen Sommerspielen 2000 in Sydney mit einer Delegation von 47 Athleten (27 Männer und 20 Frauen) an 32 Wettbewerben in zwölf Sportarten teil. Fahnenträger bei der Eröffnungsfeier war der Badmintonspieler Rexy Mainaky.

## Medaillengewinner

### Gold
| Name                         | Sportart  | Wettkampf      |
| ---------------------------- | --------- | -------------- |
| Tony Gunawan & Candra Wijaya | Badminton | Männer, Doppel |

### Silber
| Name                            | Sportart     | Wettkampf              |
| ------------------------------- | ------------ | ---------------------- |
| Hendrawan                       | Badminton    | Männer, Einzel         |
| Tri Kusharyanto & Minarti Timur | Badminton    | Mixed                  |
| Raema Lisa Rumbewas             | Gewichtheben | Frauen, Fliegengewicht |

### Bronze
| Name                 | Sportart     | Wettkampf              |
| -------------------- | ------------ | ---------------------- |
| Sri Indriyani        | Gewichtheben | Frauen, Fliegengewicht |
| Winarni Binti Slamet | Gewichtheben | Frauen, Federgewicht   |

## Teilnehmer nach Sportarten

### Badminton
- Ellen Angelina
Frauen, Einzel: 2. Runde
- Lidya Djaelawijaya
Frauen, Einzel: Achtelfinale
- Eng Hian
Männer, Doppel: Viertelfinale
- Tony Gunawan
Männer, Doppel: Gold
- Tri Kusharyanto
Mixed: Silber
- Hendrawan
Männer, Einzel: Silber
- Taufik Hidayat
Männer, Einzel: Viertelfinale
- Flandy Limpele
Männer, Doppel: Viertelfinale
- Deyana Lomban
Frauen, Doppel: 1. Runde
- Marleve Mario Mainaky
Männer, Einzel: Viertelfinale
- Rexy Mainaky
Männer, Doppel: Viertelfinale
- Eliza Nathanael
Frauen, Doppel: 1. Runde
- Zelin Resiana
Mixed: Viertelfinale
- Ricky Subagja
Männer, Doppel: Viertelfinale
- Bambang Supriyanto
Mixed: Viertelfinale
- Eti Lesmina Tantra
Frauen, Doppel: Viertelfinale
- Minarti Timur
Mixed: Silber
- Cynthia Tuwankotta
Frauen, Doppel: Viertelfinale
- Candra Wijaya
Männer, Doppel: Gold

### Bogenschießen
- Hamdiah Damanhuri
Frauen, Einzel: 26. Platz

### Boxen
- La Paene Masara
Männer, Halbfliegengewicht: Achtelfinale
- Hermensen Ballo
Männer, Fliegengewicht: 1. Runde

### Gewichtheben
- Sri Indriyani
Frauen, Fliegengewicht: Bronze
- Raema Lisa Rumbewas
Frauen, Fliegengewicht: Silber
- Winarni Binti Slamet
Frauen, Federgewicht: Bronze

### Judo
- Krisna Bayu
Männer, Mittelgewicht: 13. Platz
- Aprilia Marzuki
Frauen, Mittelgewicht: 1. Runde

### Leichtathletik
- Irene Joseph
Frauen, 100 Meter: Vorläufe
- John Muray
Männer, 100 Meter: Vorläufe
Männer, 4 × 100 Meter: Vorläufe
- Yanes Raubaba
Männer, 100 Meter: Vorläufe
Männer, 4 × 100 Meter: Vorläufe
- Sukari
Männer, 4 × 100 Meter: Vorläufe
- Erwin Heru Susanto
Männer, 100 Meter: Vorläufe
Männer, 4 × 100 Meter: Vorläufe

### Schwimmen
- Richard Sam Bera
Männer, 50 Meter Freistil: 42. Platz
Männer, 100 Meter Freistil: 37. Platz
- Steven Chandra
Männer, 1500 Meter Freistil: 38. Platz
- Elsa Manora Nasution
Frauen, 100 Meter Rücken: 38. Platz
- Muhammad Akbar Nasution
Männer, 200 Meter Brust: 40. Platz
- Albert Sutanto
Männer, 100 Meter Schmetterling: 55. Platz
Männer, 200 Meter Schmetterling: 42. Platz
- Felix Sutanto
Männer, 200 Meter Lagen: 50. Platz

### Segeln
- Oka Sulaksana
Männer, Windsurfen: 19. Platz

### Taekwondo
- Juana Wangsa Putri
Frauen, Fliegengewicht: 8. Platz

### Tennis
- Yayuk Basuki
Frauen, Doppel: 1. Runde
- Wynne Prakusya
Frauen, Einzel: 1. Runde
Frauen, Doppel: 1. Runde

### Tischtennis
- Ismu Harinto
Männer, Doppel: Qualifikation
- Anton Suseno
Männer, Einzel: Gruppenphase
Männer, Doppel: Qualifikation

### Wasserspringen
- Shenny Ratna Amelia
Frauen, Turmspringen: 40. Platz
- Eka Purnama Indah
Frauen, Kunstspringen: 42. Platz
- Mohamed Nasrullah
Männer, Turmspringen: 40. Platz